# 小行星6304
小行星6304（英語：6304 Josephus Flavius）是一颗围绕太阳公转的小行星。1989年4月2日，艾瑞克·怀特·埃尔斯特在拉西拉天文台发现了此天体。
这颗小行星的绝对星等为90.40149等。